# Verrillactis paguri
Verrillactis paguri är en havsanemonart som först beskrevs av Addison Emery Verrill 1870.  Verrillactis paguri ingår i släktet Verrillactis och familjen Sagartiidae. Inga underarter finns listade i Catalogue of Life.